# Potapij Emel'janov
Potapij Emel'janov, al secolo Pëtr Andreevič (in russo Пётр Андре́евич Емелья́нов?) (Governatorato di Ufa, 1884 – Murmansk, 14 agosto 1936), è stato un presbitero e religioso russo appartenente alla Chiesa greco-cattolica russa, vittima delle persecuzioni sovietiche, servo di Dio.

## Biografia
Nacque in una famiglia di Vecchi credenti. Il vescovo Antonij Chrapovickij unisce la famiglia alla Chiesa ortodossa russa e porta con sé Pëtr come novizio nella Počaïvs'ka Lavra. Qui pronuncia i voti solenni e prende il nome di Potapij.
Nel 1911 fu ordinato presbitero e nel marzo 1917 viene nominato parroco del villaggio Bogdanovka nei dintorni di Luhans'k dove gode della stima dei parrocchiani ai quali non teme comunicare le sue simpatie per la Chiesa cattolica al punto di persuaderli dell'opportunità di unirsi alla Chiesa di Roma. L'incontro con esarca Leonid Fedorov ed altri sacerdoti cattolici confermano la sua volontà. Il 29 giugno 1918 compie l'unione alla Chiesa greco-cattolica russa.
Durante l'anno 1918 più volte viene arrestato dai bianchi, dai tedeschi, dagli ucraini e dai bolscevichi
Il 27 gennaio 1927 viene arrestato e il 12 settembre condannato a 10 anni di lager che sconta in SLON alle Isole Soloveckie.
Nel 1933 viene trasferito nel lager Belbatlag ed il 4 agosto 1936 viene liberato e condannato al confino a Murmansk, dove muore il 14 agosto 1936.
Il suo processo di beatificazione è in corso da 2003.